# Sydney Football Stadium (2022)
Sydney Football Stadium, znany również jako Allianz Stadium – wielofunkcyjny stadion sportowy zlokalizowany w Moore Park (City of Sydney) w Australii. Zbudowany w miejsce starego stadionu o tej samej nazwie, wyburzonego w 2019 roku. Oficjalne otwarcie obiektu nastąpiło w sierpniu 2022 roku. Może pomieścić 42 500 widzów. Domowe mecze na tym obiekcie rozgrywają:
- Sydney Roosters (National Rugby League)[7],
- Waratahs (Super Rugby)[7],
- Sydney FC (A-League)[7].

## Mistrzostwa Świata w Piłce Nożnej Kobiet 2023
Odbyło się tu sześć meczów Mistrzostw Świata w Piłce Nożnej Kobiet 2023:
| 23 lipca 2023 20:00 UTC+10:00 | Francja | 0:0Raport | Jamajka | Sydney Football Stadium, Sydney Widzów: 39 045 Sędzia: María Carvajal |
|                               |         |           |         |                                                                       |

| 25 lipca 2023 12:00 UTC+10:00 | Kolumbia · Usme 30' (k.) · Caicedo 39' | 2:0(2:0)Raport | Korea Południowa | Sydney Football Stadium, Sydney Widzów: 24 323 Sędzia: Rebecca Welch |
|                               |                                        |                |                  |                                                                      |

| 28 lipca 2023 18:30 UTC+10:00 | Anglia · James 6' | 1:0(1:0)Raport | Dania | Sydney Football Stadium, Sydney Widzów: 40 439 Sędzia: Tess Olofsson |
|                               |                   |                |       |                                                                      |

| 30 lipca 2023 19:30 UTC+10:00 | Niemcy · Popp 89' (k.) | 1:2(0:0)Raport | Kolumbia · 52' Caicedo · 90+7' Vanegas | Sydney Football Stadium, Sydney Widzów: 40 499 Sędzia: Melissa Borjas |
|                               |                        |                |                                        |                                                                       |

| 2 sierpnia 2023 20:00 UTC+10:00 | Panama · Cox 2' · Pinzón 64' (k.) · Cedeño 87' | 3:6(1:4)Raport | Francja · 21' Lakrar · 28', 37' (k.), 52' (k.) Diani · 45+5' Le Garrec · 90+10' Bècho | Sydney Football Stadium, Sydney Widzów: 40 498 Sędzia: Laura Fortunato |
|                                 |                                                |                |                                                                                       |                                                                        |

| 6 sierpnia 2023 12:00 UTC+10:00 | Holandia · Roord 9' · Beerensteyn 68' | 2:0(1:0)Raport | Południowa Afryka | Sydney Football Stadium, Sydney Widzów: 40 233 Sędzia: Yoshimi Yamashita |
|                                 |                                       |                |                   |                                                                          |